# Collegio San Carlo (Modena)
Il Collegio dei Nobili di San Carlo è un istituto privato di formazione e ricerca modenese attivo nell'ambito della filosofia, delle scienze umane e sociali e delle scienze religiose. Dalla sua origine ha sede nel centro storico di Modena nel palazzo barocco che, con l'annessa Chiesa di San Carlo, costituisce uno dei complessi di maggior pregio della città. Nel 1954 è stato eretto a fondazione.

## Storia

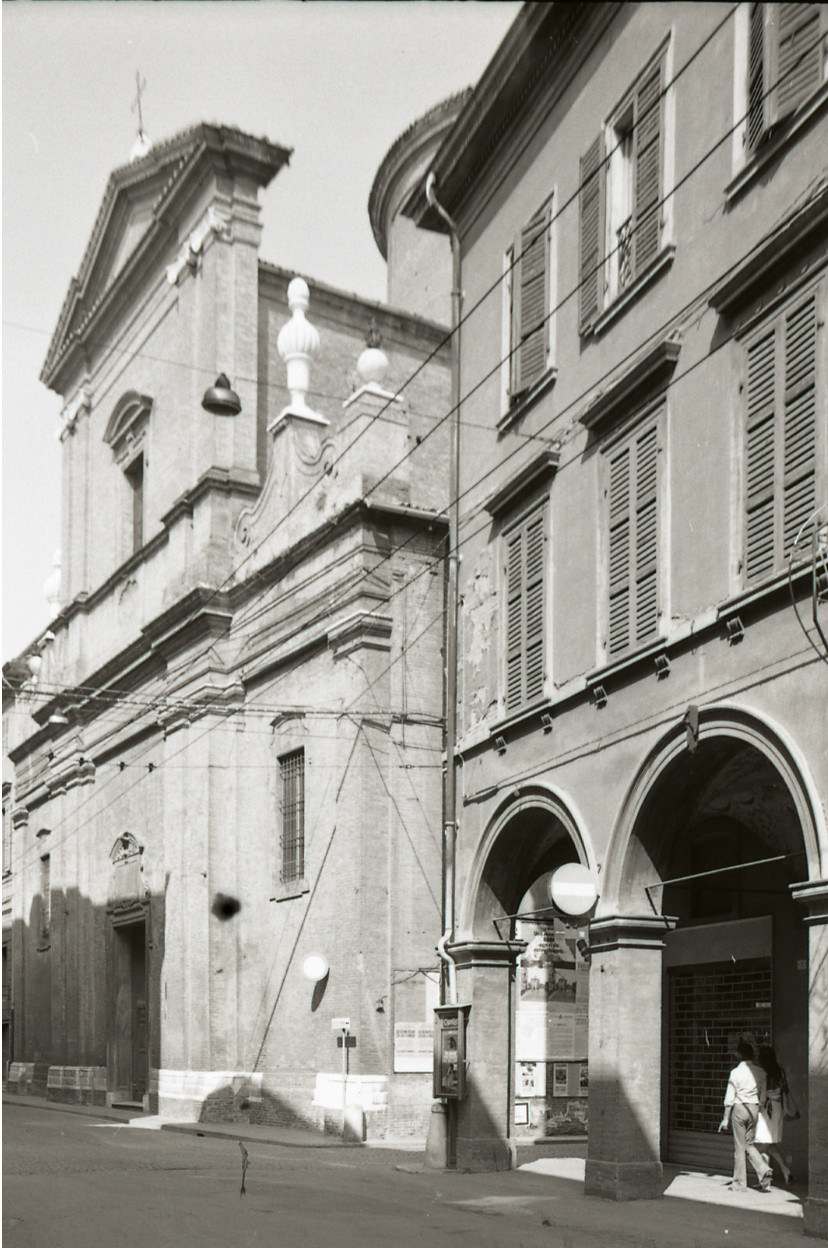
Facciata della chiesa di San Carlo in una foto di Paolo Monti del 1973

Il Collegio San Carlo nasce a Modena ai primi del Seicento per impulso di una congregazione di laici devoti, “umili artieri”, guidata dal conte Paolo Boschetti (?-1627), allora inviato estense alla corte di Toscana, con il favore del duca. Con l'intento di fornire la necessaria cultura di governo al ceto nobiliare, nel 1626 l'istituzione diviene Collegio dei Nobili di San Carlo e si apre ai giovani delle famiglie nobili italiane ed europee, secondo un modello pedagogico che collocava, accanto ai classici studi teologici, letterari e filosofici, quelli scientifici e giuridici. All'interno del collegio d'educazione attraverso l'organizzazione dell'internato, gli studenti avevano uno stretto rapporto con il loro maestro, che ne regolava la vita sia nelle attività di studio sia in quelle di ricreazione.
Nel 1685 acquisisce il titolo e le funzioni di università, tra il 1710 e il 1760, quando gli altri collegi delle città vicine Bologna, Parma e Siena vivono momenti di crisi, il Collegio dei Nobili di Modena vede la massima affluenza di convittori, probabilmente grazie alla radicale ristrutturazione dell'edificio negli anni precedenti (ampliamenti dell'edificio, introduzione delle accademie, apertura di una scuola di equitazione per i convittori, maggiori disponibilità finanziarie) e al maggiore impegno del duca estense nell'incentivare l'afflusso di nobili stranieri. Occorre segnalare inoltre che, a differenza dei tre istituti sopra citati, quello di Modena non era retto dai Gesuiti, ma da sacerdoti secolari.
Nel 1772 il duca Francesco III d'Este trasforma l'università in un'istituzione pubblica e la separa dal San Carlo. Con la Rivoluzione francese il collegio si apre ai figli della borghesia e ai docenti laici. Nel 1862, con l'Unità d'Italia, la scuola viene pareggiata a quella pubblica.
All'inizio degli anni settanta del Novecento, con un nuovo statuto, la Fondazione San Carlo diviene una fondazione culturale con un autonomo progetto di attività: sorretti dalla nuova biblioteca San Carlo, sono istituiti il centro culturale e il centro studi religiosi.
Nel 1995 viene istituita la scuola internazionale di alti studi "Scienze della Cultura", dal 1999 il suo diploma di perfezionamento triennale viene riconosciuto equipollente al titolo di dottore di ricerca rilasciato dalle università italiane.

## Attività
Il collegio offre servizi residenziali e formativi a studentesse e studenti dell'Università di Modena e Reggio Emilia. La scuola di alti studi consta di due tipologie di corso: il corso di perfezionamento triennale e il master di specializzazione annuale.
Il centro culturale promuove percorsi di riflessione teorica e di dibattito pubblico su temi di ordine filosofico, culturale, sociale e politico cruciali per la comprensione del mondo contemporaneo, attraverso cicli di conferenze, spettacoli teatrali, attività con le scuole superiori e con i bambini, installazioni artistiche.
Il centro studi religiosi promuove conferenze e attività relative a teologia, storia delle religioni, antropologia e sociologia religiosa.

### Biblioteca
La biblioteca San Carlo oltre al fondo moderno, dotato di volumi, riviste e risorse elettroniche, ha in dotazione il fondo antico, costituito da volumi derivanti dalla libreria dell'antico collegio, e l'archivio storico, che conserva i documenti raccolti nel corso dei secoli durante l’attività della Congregazione della Beata Vergine e di San Carlo, del collegio e della fondazione San Carlo.
Aderisce al SBN tramite il polo provinciale modenese e al catalogo nazionale dei periodici (ACNP).

## Sede
Sin dal 1626, la fondazione, già "Collegio dei Nobili di San Carlo", ha sede in un palazzo barocco nel centro di Modena, in Via San Carlo. L'edificio venne progettato e seguito nel corso degli anni da tre architetti: Bartolomeo Avanzini, a cui si deve il progetto originale, Gaspare Vigarani e Giovan Pietro Piazza. Del palazzo fa parte anche il Portico del Collegio, composto da 32 archi poggianti su colonne di marmo la cui costruzione, avviata nel 1664, terminò cento anni più tardi, nel 1764.

### Collegio San Carlo

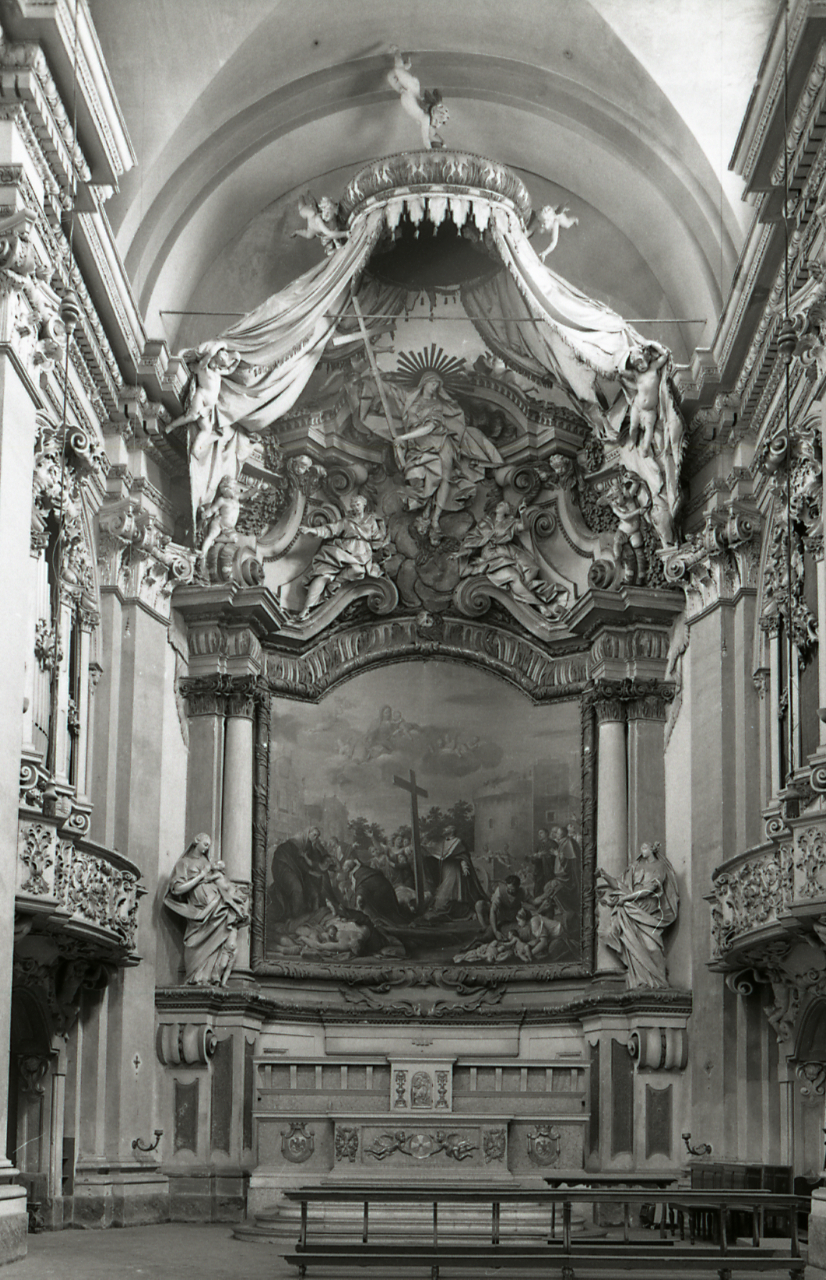
Interno della chiesa di San Carlo nel 1973. Foto di Paolo Monti.

Il palazzo barocco ha l'ingresso principale su Via San Carlo ed è in marmo rosso di Verona e qui, come nello scalone che conduce ai piani superiori, sono presenti numerose decorazioni pittoriche.  
Lo scalone d'onore
Alle pareti dello Scalone sono visibili ritratti del Seicento di alcuni degli illustri allievi del Collegio, quali Giovanni Battista Airoli, Doge di Genova, Caterino Domenico Cornaro, morto in battaglia a Creta, e Pietro Civran, diplomatico della Serenissima.
Galleria d'onore
Al primo piano si apre la Galleria d'Onore, con pareti riccamente affrescate a trompe l'œil e altre immagini di convittori; il corridoio conduce alla Sala dei Cardinali, la più importante e celebre del Collegio.
Sala dei cardinali
La Sala Cardinali situata al primo piano del palazzo è la principale e la più raffinata del complesso architettonico: qui avevano luogo le cerimonie di laurea all'epoca in cui il collegio coincise con l'università. Riccamente decorata con affreschi in stile barocco, presenta sulle pareti ritratti di ex-allievi divenuti cardinali, da cui il nome.
Teatro
Unico teatro settecentesco sopravvissuto in città, utilizzato inizialmente per le rappresentazioni teatrali dei convittori (la recitazione era considerata parte integrante della loro educazione) ha subito diversi interventi di adattamento e restauro nel corso dei secoli. Attualmente utilizzato per conferenze e convegni, il Teatro visse, sin verso il 1800, un periodo alquanto fervido. In tale struttura, infatti, venivano messe in scena rappresentazioni di autori francesi, come Molière, e di autori italiani come Goldoni.
Cappella
La cappelletta, piccolo gioiello architettonico di metà ottocento recentemente restaurato si trova al primo piano dell'edificio presentando decorazioni dei più prestigiosi artisti locali dell'epoca. Sull'altare spicca la tela La presentazione della Vergine al Tempio, opera settecentesca di Antonio Consetti.
Quadreria
Alle pareti di tutto il palazzo è esposto un ingente numero di dipinti, frutto di lasciti e donazioni nel corso dei secoli. L'insieme dei ritratti dei personaggi illustri che hanno frequentato il Collegio costituisce una preziosa testimonianza storica e di costume lungo tre secoli di vita dell'istituzione.
Un'altra parte considerevole dei dipinti, conservati nei locali di rappresentanza, è costituita da quadri di carattere religioso che formano un nucleo di notevole importanza in ambito non soltanto locale.

### Chiesa di San Carlo
Coeva all'avvio della costruzione del palazzo su progetto del medesimo architetto, Bartolomeo Avanzini, la Chiesa è un piccolo luminoso gioiello barocco. L'altare maggiore è incorniciato da un imponente apparato decorativo a stucco che rappresenta il trionfo della Fede. Le tele che sovrastano i sette altari sono dei i più importanti artisti - non solo locali – operanti nel periodo a Modena. Il monumento ha subito numerosi interventi di restauro, l'ultimo dei quali, nel 1980, ha adattato la chiesa, non più officiata, ad auditorium su progetto degli architetti modenesi Cesare Leonardi e Franca Stagi (impegnati negli anni precedenti in altri interventi di restauro nel collegio tra cui la sistemazione della biblioteca nel 1977).

### Portico del collegio
Considerato il "salotto buono" di Modena, il Portico del Collegio è elemento caratteristico dell'urbanistica modenese, da secoli luogo di ritrovo, passeggio e acquisti. Spazio privato per proprietà, ma pubblico per destinazione e fruizione, è parte integrante dell'originario progetto architettonico dell'edificio sede della Fondazione .